# Prime Video Boxing
Prime Video Boxing（プライムビデオ・ボクシング）は、Amazon Prime Video（以下プライムビデオ）にて配信されるプロボクシング中継、あるいは中継される興行ブランド名。第9弾までの旧称はPrime Video Presents Live Boxing（プライムビデオ・プレゼンツ・ライブボクシング）。

## 概要
2021年11月、アマゾンジャパン（以下アマゾン）が帝拳プロモーション（以下帝拳）及びトップランクとパートナーシップ契約を締結。帝拳が関与する世界タイトルマッチをメインとする大型興行を『Prime Video Boxing』のタイトルでプライムビデオにて独占生配信している。当初はアンダーカードの一部（原則として8回戦以上）を加えて3～5試合中継していたが、2025年からは第1試合より全試合完全生中継を行っている。Amazonプライム会員であれば追加料金なしで視聴ができる。なお、ラウンドインターバル及び試合間の休憩時間にはアンファー、SMBCグループなどのCMが流れる（プライムビデオが2025年4月8日に導入した広告とは別物）。
第1弾は2022年4月9日、さいたまスーパーアリーナで開催された『Prime Video Presents Live Boxing』WBA・IBF・IBO世界ミドル級王座統一戦、村田諒太 VS ゲンナジー・ゴロフキンで、プライムビデオが日本国内で手掛ける初のスポーツ中継でもあった。
2024年10月の第10弾よりイベント名が『Prime Video Boxing』に改称された。

## 配信試合
Prime Video Presents Live Boxing（第1弾）
- 2022年4月9日[注釈 1] さいたまスーパーアリーナ[7]
WBA・IBF・IBO世界ミドル級王座統一戦 ゲンナジー・ゴロフキン（カザフスタン） 9回TKO 村田諒太（帝拳）
WBO世界フライ級タイトルマッチ 中谷潤人（M.T） 8回TKO 山内涼太（角海老宝石）
OPBF東洋太平洋・WBOアジアパシフィックライト級タイトルマッチ 吉野修一郎（三迫） 11回負傷判定3-0 伊藤雅雪（横浜光）

Prime Video Presents Live Boxing 2
- 2022年6月7日 さいたまスーパーアリーナ[8][9]
WBA・IBF・WBC世界バンタム級王座統一戦 井上尚弥（大橋） 2回TKO ノニト・ドネア（フィリピン／アメリカ）
日本スーパーライト級タイトルマッチ 平岡アンディ（大橋） 6回TKO 赤岩俊（マナベ）
WBOアジアパシフィック・日本スーパーバンタム級王座統一戦 井上拓真（大橋） 12回判定3-0 古橋岳也（川崎新田）

Prime Video Presents Live Boxing 3
- 2022年11月1日 さいたまスーパーアリーナ[10][11]
WBC・WBA世界ライトフライ級王座統一戦 寺地拳四朗（BMB） 7回TKO 京口紘人（ワタナベ）
WBO世界ライトフライ級タイトルマッチ ジョナサン・ゴンサレス（プエルトリコ） 12回判定3-0 岩田翔吉（帝拳）
スーパーフライ級10回戦 中谷潤人（M.T） 12回判定3-0 フランシスコ・ロドリゲス（メキシコ）
WBOアジアパシフィックライト級タイトルマッチ 吉野修一郎（三迫） 6回TKO 中谷正義（帝拳）

Prime Video Presents Live Boxing 4
- 2023年4月8日 東京・有明アリーナ[12][13][14]
WBA・WBC世界ライトフライ級タイトルマッチ 寺地拳四朗 9回TKO アンソニー・オラスクアガ（アメリカ／帝拳）[注釈 2]
WBA世界バンタム級王座決定戦 井上拓真 12回判定3-0 リボリオ・ソリス（ベネズエラ）
スーパーバンタム級6回戦 那須川天心（帝拳） 6回判定3-0 与那覇勇気（真正）[注釈 3]
WBOアジアパシフィックウェルター級タイトルマッチ 佐々木尽（八王子中屋） 3回TKO 小原佳太（三迫）
IBF世界フェザー級挑戦者決定戦 阿部麗也（KG大和）12回判定3-0 キコ・マルチネス（スペイン）

Prime Video Presents Live Boxing 5
- 2023年9月18日 有明アリーナ[15][16]
WBA・WBC世界ライトフライ級タイトルマッチ 寺地拳四朗 9回TKO ヘッキー・ブドラー（南アフリカ）
スーパーバンタム級8回戦 那須川天心 8回判定3-0 ルイス・グスマン（メキシコ）[注釈 4]
WBO世界スーパーフライ級タイトルマッチ 中谷潤人 12回判定3-0 アルジ・コルテス（メキシコ）
ライトフライ級8回戦 アンソニー・オラスクアガ 7回TKO ジーメル・マグラモ（英語版）（フィリピン）

Prime Video Presents Live Boxing 6
- 2024年1月23日 大阪府立体育会館（エディオンアリーナ大阪）第1競技場[注釈 5][23]
WBA・WBC世界ライトフライ級タイトルマッチ 寺地拳四朗 12回判定2-0 カルロス・カニサレス（ベネズエラ）
121ポンド契約8回戦 ルイス・ロブレス（メキシコ） 3回TKO 那須川天心
WBA世界フライ級タイトルマッチ アルテム・ダラキアン（ウクライナ） 12回判定3-0 ユーリ阿久井政悟（倉敷守安）[注釈 6]
54.5kg契約8回戦 辰吉寿以輝（大阪帝拳） 8回判定2-0 与那覇勇気（真正）[注釈 6]

Prime Video Presents Live Boxing 7
- 2024年2月24日 東京・両国国技館[24]
WBA世界バンタム級タイトルマッチ 井上拓真 9回KO ヘルウィン・アンカハス（フィリピン）[注釈 6]
WBC世界バンタム級タイトルマッチ アレハンドロ・サンティアゴ（メキシコ） 6回TKO 中谷潤人
WBO世界スーパーフライ級王座決定戦 田中恒成（畑中） 12回判定3-0 クリスチャン・バカセグア（メキシコ）
バンタム級8回戦 増田陸（帝拳） 1回KO ジョナス・スルタン（英語版）（フィリピン）[注釈 6]

Prime Video Presents Live Boxing 8
- 2024年5月6日 東京ドーム[25][26]
WBA・WBC・IBF・WBO世界スーパーバンタム級タイトルマッチ 井上尚弥 6回TKO ルイス・ネリ（メキシコ）
WBO世界バンタム級タイトルマッチ ジェイソン・モロニー（オーストラリア） 12回判定3-0 武居由樹（大橋）
WBA世界バンタム級タイトルマッチ 井上拓真 12回判定3-0 石田匠（井岡）
WBA世界フライ級タイトルマッチ ユーリ阿久井政悟 12回判定3-0 桑原拓（大橋）
スーパーバンタム級8回戦 テレンス・ジョン・ドヘニー（アイルランド） 4RTKO ブリル・バヨゴス（フィリピン）

Prime Video Presents Live Boxing 9
- 2024年7月20日 両国国技館[27]
WBC世界バンタム級タイトルマッチ 中谷潤人 1回KO ビンセント・アストロラビオ（英語版）（フィリピン）
10回戦 那須川天心 3RTKO ジョナサン・ロドリゲス（アメリカ）
WBO世界フライ級王座決定戦 加納陸（大成） 3回KO アンソニー・オラスクアガ
スーパーミドル級6回戦 荒本一成（帝拳） 6回TKO ムングンツォージ・ナンディンエルデン（モンゴル）[注釈 7]
- 中止
WBO世界スーパーフライ級タイトルマッチ 田中恒成 vs ジョナタン・ロドリゲス（メキシコ）[注釈 8]

Prime Video Boxing 10
- 2024年10月13日 有明アリーナ[1]
WBA世界バンタム級タイトルマッチ 井上拓真 12回判定3-0 堤聖也（角海老宝石）
WBC世界フライ級王座決定戦 寺地拳四朗 11回TKO クリストファー・ロサレス（ニカラグア）
WBA世界フライ級タイトルマッチ ユーリ阿久井政悟 12回判定2-1 タナンチャイ・ナコンルアンプロモーション（タイ）
WBO世界ライトフライ級王座決定戦 岩田翔吉 3回TKO  ハイロ・ノリエガ（スペイン）
- 2024年10月14日 有明アリーナ[1]
WBC世界バンタム級タイトルマッチ 中谷潤人 6回TKO ペッチ・CPフレッシュマート（英語版）（タイ）
WBOアジアパシフィックバンタム級王座決定10回戦 那須川天心 12回判定3-0 ジェルウィン・アシロ（フィリピン）
WBO世界スーパーフライ級タイトルマッチ 田中恒成 12回判定1-2 プメレレ・カフ（南アフリカ）
WBO世界フライ級タイトルマッチ アンソニー・オラスクアガ 1回TKO[注釈 9] ジョナサン・ゴンサレス（プエルトリコ）

Prime Video Boxing 11
- 2025年2月24日 有明アリーナ[30][31]
WBC世界バンタム級タイトルマッチ  中谷潤人 3回KO ダビド・クエジャル（メキシコ）
バンタム級10回戦 那須川天心 10回判定3-0 ジェイソン・モロニー
WBA世界バンタム級タイトルマッチ 堤聖也 12回判定0-0 比嘉大吾（志成）
73.2kg契約6回戦 赤井英五郎（帝拳）2回TKO 盛合竜也（ワタナベ）
ライト級4回戦 木内凌祐（セレス） 4回判定3-0 フエンテス北嶋（E&Jカシアス）

Prime Video Boxing 12 in Las Vegas
- 2025年5月5日（現地時間5月4日） アメリカ・ネバダ州ラスベガス・T-モバイル・アリーナ[32][33]
WBA・WBC・IBF・WBO世界スーパーバンタム級タイトルマッチ 井上尚弥 8回TKO ラモン・カルデナス（アメリカ）
WBO世界フェザー級タイトルマッチ ラファエル・エスピノサ（メキシコ） 7回TKO エドワード・バスケス （アメリカ）
WBOインターコンチネンタルウェルター級王座決定10回戦 ロハン・ポランコ（英語版）（ドミニカ共和国）10回判定3-0 ファビアン・マイダナ（アルゼンチン）
NABFジュニアスーパーライト級王座決定8回戦 エミリアーノ・バルガス（アメリカ）2回TKO ファン・レオン（スペイン）
フェザー級10回戦 中野幹士（帝拳）4回TKO ペドロ・マルケス（プエルトリコ）

Prime Video Boxing 13
- 2025年6月8日 東京・有明コロシアム[34][35][36]
WBC・IBF世界バンタム級王座統一戦 中谷潤人 6回TKO 西田凌佑（六島）
バンタム級10回戦 那須川天心 10回判定3-0 ビクトル・サンティリャン（ドミニカ共和国）
WBOアジアパシフィックバンタム級王座決定10回戦 坪井智也（帝拳） 10回判定3-0 バン・タオ・トラン（ベトナム）
バンタム級10回戦 増田陸 1回KO ミシェル・バンケス（ベネズエラ）
ミニマム級4回戦 大久保るきあ（八王子中屋）3回TKO 米谷匠生（三迫）
スーパーフライ級4回戦 宮下陸（DANGAN越谷）4回判定3-0 大島冬也（T＆T）

## 主な出演者

### MC
- 上田晋也（くりぃむしちゅー） - 第1・2・8弾メインMC
- 竹内由恵（フリーアナウンサー、元テレビ朝日） - 第1-8弾
- 増田美香（テレビ神奈川アナウンサー） - 第12弾進行

第9弾以降（第12弾除く）はMCを置かず、後述の実況アナウンサー（主にメインイベント担当）が進行を兼任している。

### 解説
- 長谷川穂積（元WBC世界バンタム級・フェザー級・スーパーバンタム級3階級王者）
- 山中慎介（元WBC世界バンタム級王者）
- 具志堅用高（元WBA世界ライトフライ級王者） - 第4弾
- 西岡利晃（元WBC世界スーパーバンタム級王者） - 第10・11・12・13弾
- 八重樫東（元WBA世界ミニマム級・WBCフライ級・IBFライトフライ級3階級王者） - 第10弾

### ゲスト
- 村田諒太 - 第2弾以降適宜出演。第5・6・7弾ではMC兼解説。
- 井上尚弥 - 第1・4・7・10弾
- 堤聖也 - 第13弾
- 武居由樹 - 第13弾

### 実況
フジテレビアナウンサー（第1-8弾）
- 森昭一郎
- 木村拓也
- 立本信吾
- 竹下陽平
- 田淵裕章

日本テレビアナウンサー（第9弾以降）
- 鈴木健 - 第8弾も担当
- 伊藤大海
- 中野謙吾
- 山本紘之
- 川畑一志
- 平松修造
- 田中毅

フリーアナウンサー
- 船越雅史（元日本テレビ） - 第9弾
- 赤平大（元テレビ東京） - 第12弾

## 備考
- イベント及び配信コンテンツについては第1弾から第8弾まではフジテレビ『FUJI BOXING』スタッフにプロデュースを委託し[37]、実況も基本的に同局所属のアナウンサーが担当していた他、2022年には『FUJI BOXING』内で特集コーナーも組んでいた。これは村田が出場する試合の国内独占放映権を同局が持っていたためである[注釈 10]。第9弾からは日本テレビの系列会社であり、同じく帝拳が関与するU-NEXT『DYNAMIC GLOVE』の映像制作を行うAX-ONがプロデュースを担当、実況も同局所属及び同局出身のアナウンサーが担当した[注釈 11]。また、竹内由恵を始めとするMC陣の出演もなかった。ラスベガス開催となった第12弾はESPNが制作した映像を基にWOWOWが番組プロデュースを担当した。
- 6月7日に配信されたWBA・IBF・WBC世界バンタム級王座統一戦、井上尚弥 vs ノニト・ドネアは、プライムビデオが日本で配信した作品の中で、配信初日として当時の史上1位の視聴数を記録した[38]。その後、2023年3月22日配信の2023 ワールド・ベースボール・クラシック決勝戦に更新された[39]が、2024年5月6日の井上尚 vs ルイス・ネリ戦で視聴数を再び更新した[40]。
- 当番組のプライムビデオによる配信は日本国内限定であり、海外では興行ごとに別のプラットフォームでそれぞれ配信される[注釈 12]。一方で米プライムビデオでは2024年よりプレミア・ボクシング・チャンピオンズの試合を配信しているが、日本では非PPV興行のみ無料生配信（非プライム会員も視聴可で、日本語実況はなし）しており、PPV興行はWOWOWライブにて生中継を行っている。
- 当番組で配信された試合は約2か月後にWOWOWライブ「エキサイトマッチSP」にて出場選手によるセルフ解説の下でダイジェスト放送されている。番組はWOWOWオンデマンドに加えてプライムビデオチャンネル「WOWSPO」でも配信される。
- 2022年12月14日のWBA・WBC・IBF・WBO世界バンタム級王座統一戦の井上尚 vs ポール・バトラー（イギリス）も当番組にて配信予定であると報道されていたが[43]、結局はdTV（現Lemino）にて配信され、井上尚戦を中心とした試合は以降は2024年5月6日の対ネリ戦、2025年5月5日のカルデナスを除いてLeminoで配信されるようになった。
- 2024年5月31日、ボクシングデビュー戦より当番組で中継を行ってきた那須川天心とアマゾンがスポンサーシップ契約を締結した[44]。

## 関連番組

### ボクシングナビ〜プレミアムラウンジ
ボクシングナビ〜プレミアムラウンジは、プライムビデオにて配信されているボクシング情報番組である。
初回は第9弾を1週間後に控えた2024年7月13日に配信された。第2回以降は基本的に毎月最終金曜日に配信され、プライムビデオ公式YouTubeチャンネルでも視聴可能になる。

#### 出演者
- 香川照之 - ナビゲーター
- 福田直樹（ボクシング写真家。香川の小中高時代の同級生）

解説者
- 長谷川穂積
- 山中慎介
- 八重樫東
- 村田諒太

ゲスト
- 第1回（2024年7月13日） - 那須川天心
- 第2回（8月30日） - 中谷潤人
- 第3回（9月26日） - 井上拓真
- 第4回（10月25日） - 武居由樹
- 第5回（11月28日） - 寺地拳四朗
- 第6回（12月27日） - 堤聖也
- 第7回（2025年1月31日） - 西田凌佑
- 第8回（2月20日） - ユーリ阿久井政悟
- 第9回（3月27日） - 那須川天心（2回目）
- 第10回（4月25日） - （井上尚弥スペシャル）
- 第11回（5月30日） - 中谷潤人（2回目）
- 第12回（6月27日）

#### 番組内容
前半はPrime Video Boxingの展望及びボクシング界の話題などについて、香川・福田とPrime Video Boxing解説者で議論を行う。
後半は「プレミアムトークバトル」と題して香川とゲストのボクサーがボクシングの試合形式を基にしたラウンド制のトークを展開する。